# Ereklyetartó

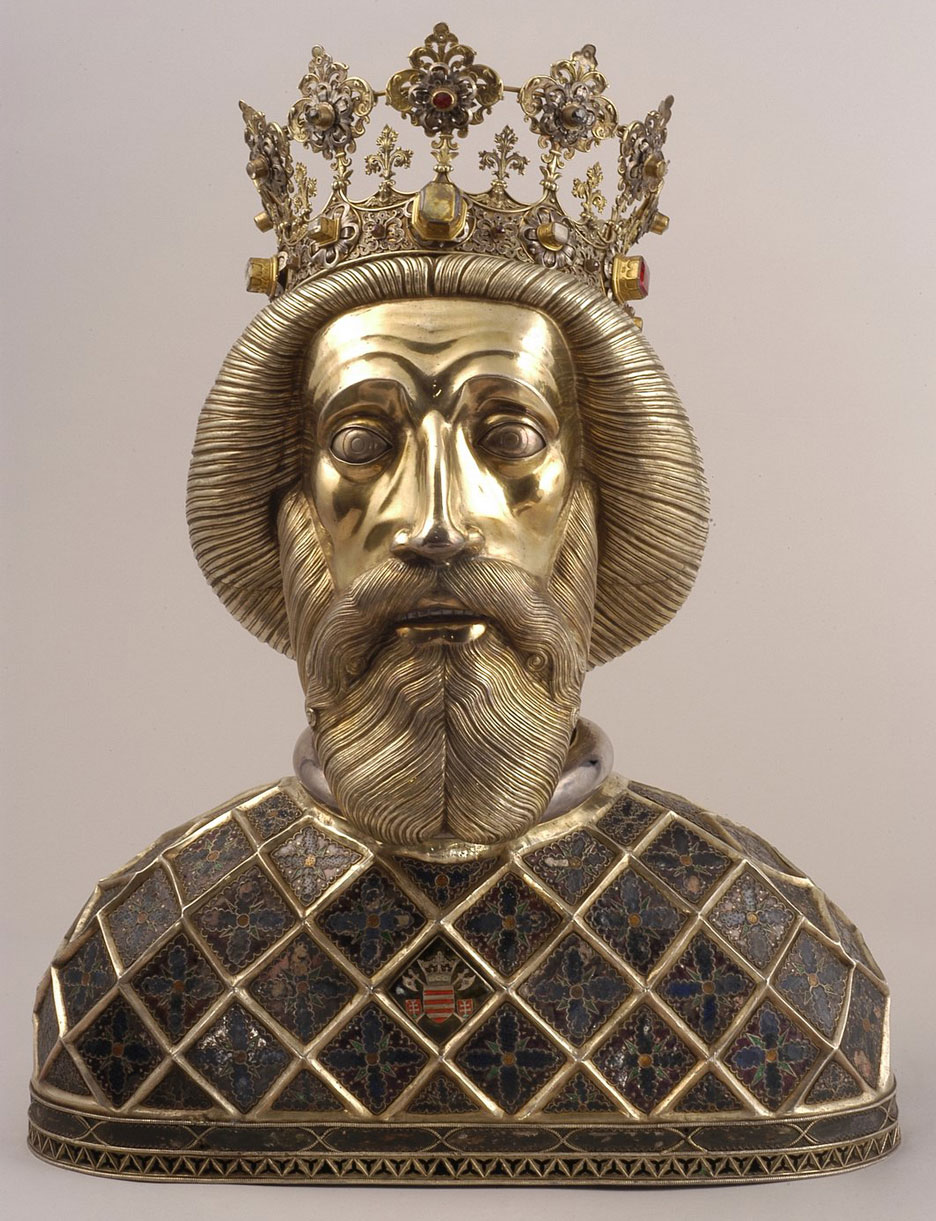
Szent László hermája

Az ereklyetartó kezdetben egy vagy több ereklye tárolására, egyben védelmére szolgáló láda volt. Használata a 4. századtól terjedt el, számos fajtája, formája ismert, attól függően, milyen ereklye tárolására hivatott.
Az ereklyetartók számos vallás hitvilágában, a kereszténységben, a buddhizmusban, az iszlámban egyaránt megtalálhatóak, hiszen az ereklyetisztelet a vallásosság erényének, az imádásnak és a szentek tiszteletének megnyilvánulási formája. Mind a hivatalos, mind a magán ereklyetiszteletnél használnak ereklyetartókat: a hivatalos ereklyetisztelet formái közé tartozik ájtatosság az oltárra helyezett ereklyetartó előtt, az ereklyés körmenet, a magán ereklyetisztelet megnyilvánul az ereklye őrzésében, a magánájtatosságban az ereklye előtt.
A vallási ereklyetartók mellett létezik számos világi, profán ereklyetartó is szerte a világon, amelyek egy-egy nép, nemzet híres történelmi személyiségeinek ereklyéit őrzik.
Magyarországon az 1279-es budai zsinat rendelte el, hogy a szentek ereklyéit ne mutassák ereklyetartó nélkül.

## Ereklyetartók a kereszténységben

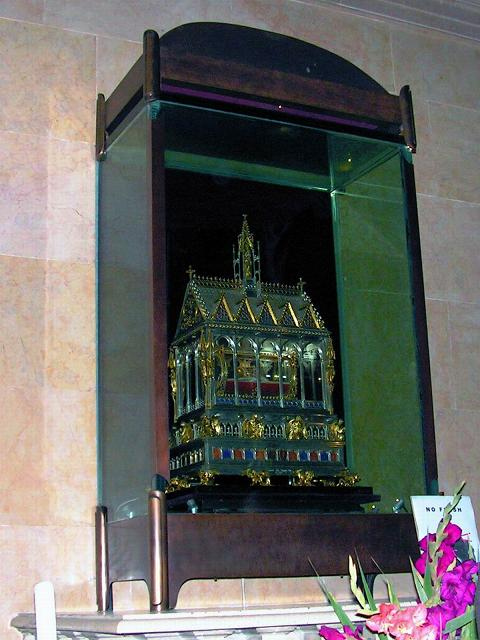
A Szent Jobb díszes ereklyetartója

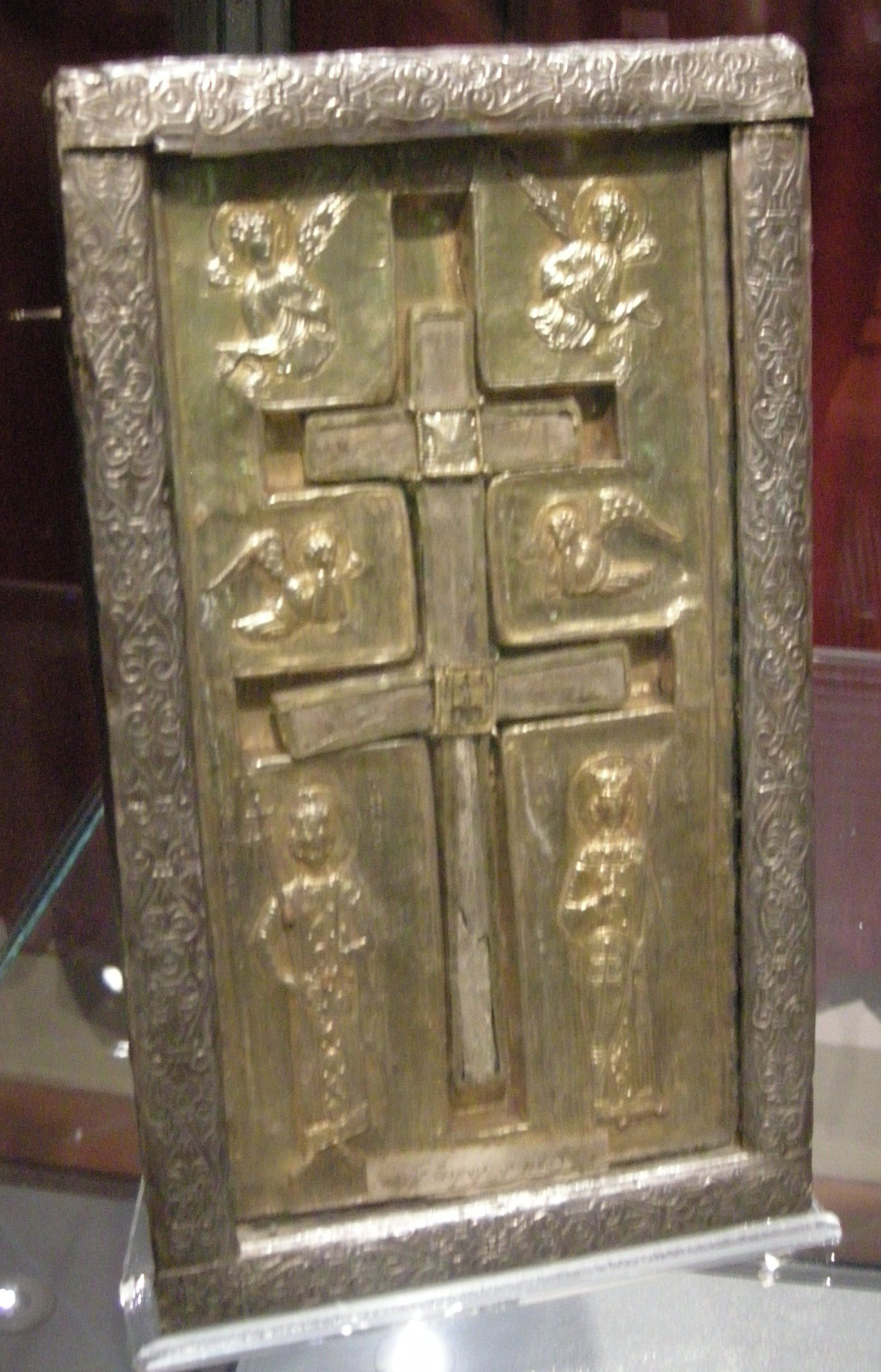
Krisztus keresztjének fönnmaradt részeit tároló sztaurotéka (a görög sztaurosz, 'kereszt' és téka, 'tartó' szavakból).

Szoros értelmemben véve az ereklyetartó a szentek földi maradványait és a velük kapcsolatba került tárgyakat őrzi, amelyeket a hívők körében kultikus tisztelet övez, ugyanis hisznek azok csodatevő, gyógyító erejében.
A test vagy testrészek őrzéséről tanúskodó első nyomok a 4. század elejéről származnak. A 6. századtól a szent maradványokat bevitték a templomokba, megszűnt a vértanúk sírja közelében való misézés, a század végén pedig már ritka az ereklye nélküli oltár.

### Az ereklyetartók fajtái
A keresztény ereklyetartók legrégebbi formájának a szentek koporsói tekinthetők, amelyekben a szentek egész testét őrizték.
A görög lipszanotéka kifejezés használatos a több, nagyméretű ereklye tárolására használt bútorokra vagy ereklyetartókra.
A 9. századtól terjedtek el – először a bizánci kultúrában – a kereszt-ereklye tárolására szolgáló, kereszt alakú ereklyetartók, amelyeket sztaurotékának nevezünk (a görög sztaurosz, 'kereszt' és téka, 'tartó' szavakból). A sztaurotékát lakkozták, arannyal vagy ezüsttel vonták be, drágakövekkel díszítették. A legismertebb a limburgi sztaurotéka, amely 945–963 között készült, és az 1204. évi keresztes hadjárattal jutott a Bizánci Birodalomból Európába.
Az ünnepélyes szentségkitétel vagy körmenet alkalmával, az ereklyék bemutatására használt hordozható ereklyetartókat monstranciának nevezzük (a latin a monstro, 'megmutatni, bemutatni') igéből.
Az ereklyetartók készítésénél a késő középkorban kezdtek el üveget illetve kristályt alkalmazni, hogy láthatóvá tegyék az ereklyéket, így azok nagyobb hatást tehettek a hívőkre. Az  ereklyemutatónak ez a fajtája az ostensorium (a latin ostendo, 'megmutat') szóból.

### Forma, alapanyag

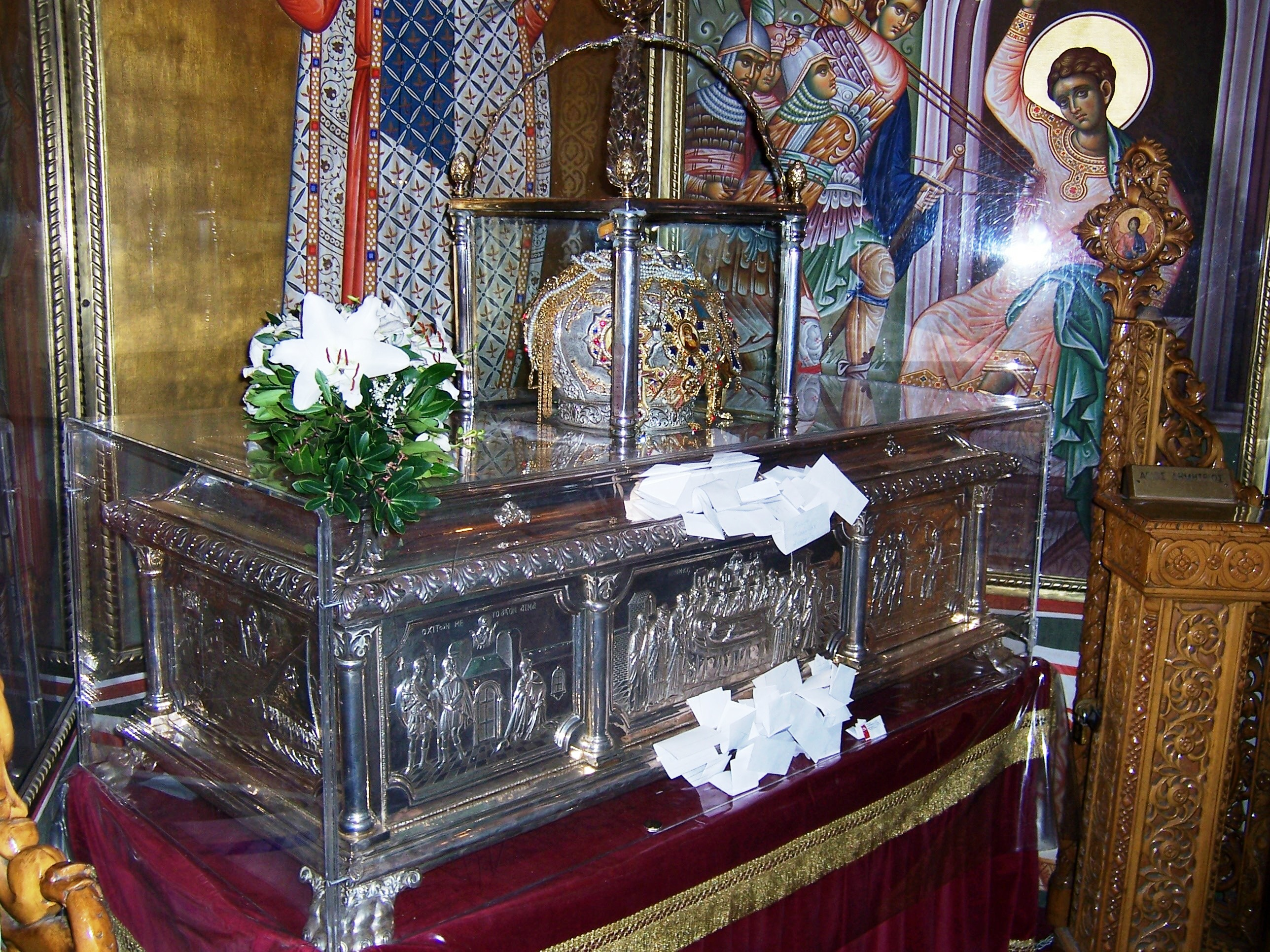
Szent Demetriusz ereklyetartója Szalonikiben

A legtöbb ereklyetartó fémből készül, leggyakrabban ónból, ólomból, illetve nemesfémet (elsősorban aranyat és ezüstöt) használtak a külső borításra, és drága- vagy féldrágakövekkel díszítették őket. Lehetnek négyszögletes formájúak, nyolcszögűek, henger alakúak, utóbbi főként kisméretű ereklyék (például szent olajok) tárolására használt ereklyetartókra jellemző.
A szentek koponyaereklyéinek tárolására mellszobor formájú fejereklyetartót, ún. hermát is készítettek. Ezek között említhető Szent Ferreol fejereklyetartója a 14. századból, vagy az I. Sándor pápa koponyája számára készített üvegberakásos ereklyetartó. A leghíresebb magyar herma a Győrben őrzött Szent László hermája.

### Funkciók
Az ereklyetartók elsődleges célja, hogy a szent ereklyéket megőrizzék, a külső hatásoktól megvédjék, ezért is készülnek fa helyett inkább fémből, legalábbis a legértékesebb ereklyék esetében. 
Kezdetben az ereklyéket a templomokban az oltár alatt őrizték, majd az ereklyetartók elterjedésével az oltárra helyezett emelvényen tárolták őket, így a hívők is megtekinthették őket. A 12. századtól kezdve, a hordozható ereklyetartóknak köszönhetően, a hívők a körmenetek során kifejezhették a szentek iránti tiszteletüket, ezt az alkalmat az egyház gyakran adománygyűjtésre is használta.
Az ereklyetartók másik funkciója a szent és az általa védelmezett közösség dicsőségének mutatása.
A gazdag díszítés annak a nagylelkűségét tükrözte, aki finanszírozta az ereklyetartó elkészítését. Az adományozó emlékét az ereklyetartókon levő címerek, aláírások őrzik.
Az ereklyetartó, értékes tárgy lévén, egyben egyfajta tartalék is volt az egyház számára, mivel a nemesfémet válság esetén be lehetett olvasztani. Ezeket az értékes ereklyetartókat a templomok kincstárában őrizték, más aranytárgyakkal (pl. aranykelyhekkel) együtt.

### Példák keresztény ereklyetartókra

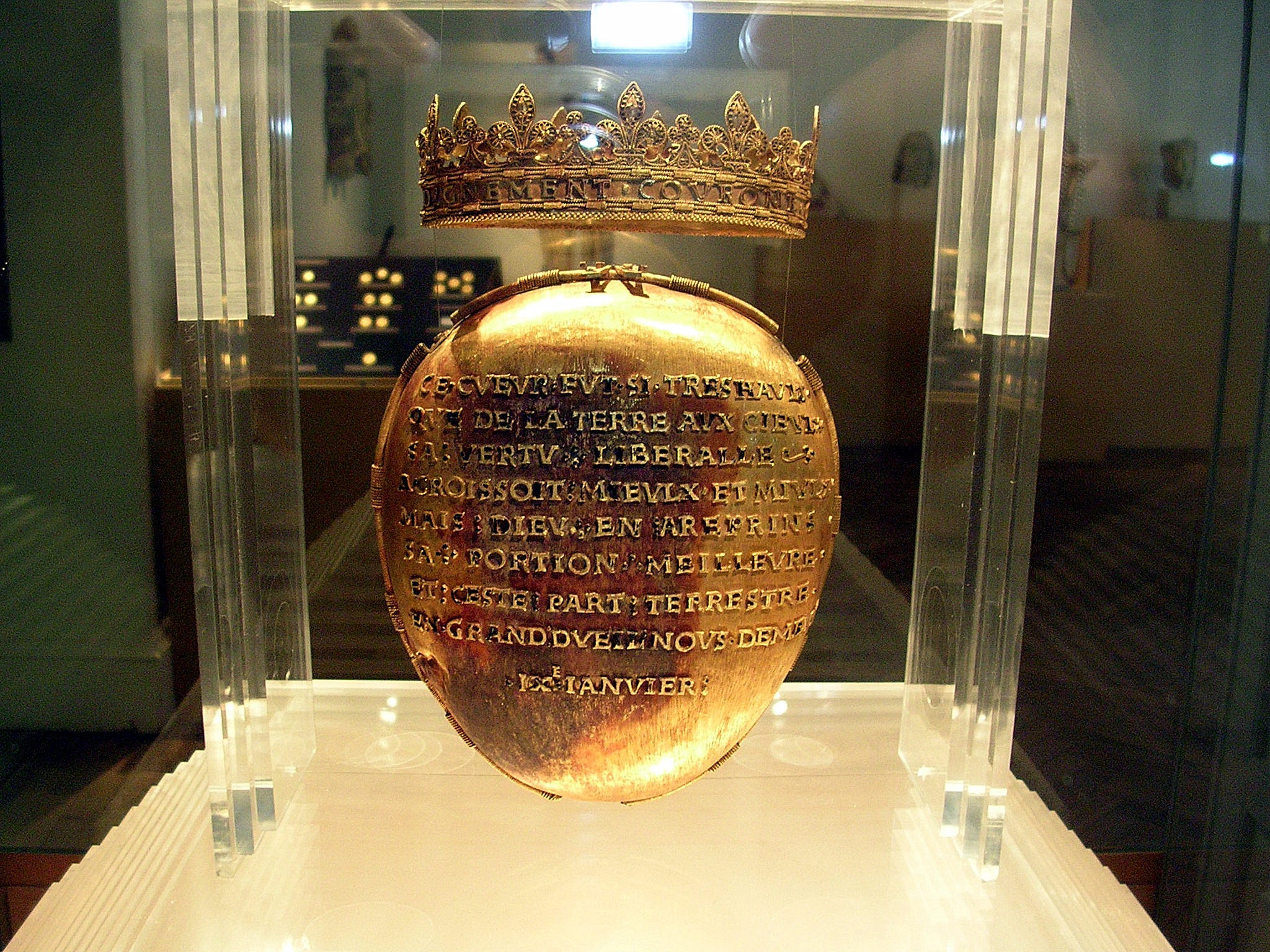
Bretagne-i Anna szívének ereklyetartója

Az ereklyetartókon belül hármas csoportosítást tehetünk a benne tárolt ereklye eredete alapján: az első kategóriába soroljuk azokat a tárgyakat, amelyek Jézus földi életéhez közvetlenül kapcsolódnak (pl. jászol, kereszt), illetve a szentek földi maradványait, a második kategóriába a szentek használati tárgyai tartoznak (ing, feszület stb.), a harmadik kategóriába pedig azokat a tárgyakat soroljuk, amelyek az első két kategóriába sorolt ereklyékkel vannak kapcsolatban.
Az első kategóriába tartozó ereklyék értéke is változó: a vértanúk ereklyéit jobban tisztelik, mint más szentekét. Nagy megbecsülés övezi azokat a földi maradványokat, amelyek csodával határos módon nem indultak mállásnak. Néhány testrésznek szimbolikus jelentése is van: a Szent Jobb, I. István király jobb keze, vagy a teológus Aquinói Szent Tamás feje.
Néhány híres gyűjtemény:
- A Sainte-Chapelle gyűjteménye (Franciaország, Párizs, Cité-sziget)
- II. Fülöp spanyol király által az Escorial-i királyi kolostorban összegyűjtött több mint 7500 katolikus  ereklye 570 ereklyetartóban elhelyezve (Spanyolország, San Lorenzo de El Escorial)
- A lateráni Szent János-bazilika gyűjteménye a Sancta Sanctorum kápolnában (Olaszország, Róma)
- A Szent Sernin-bazilika 14. századból származó gyűjteménye (Franciaország, Toulouse)
- Longpont-i apátság (Franciaország, Longpont-sur-Orge)

## Ereklyetartók más vallásoknál

### Buddhista ereklyetartók

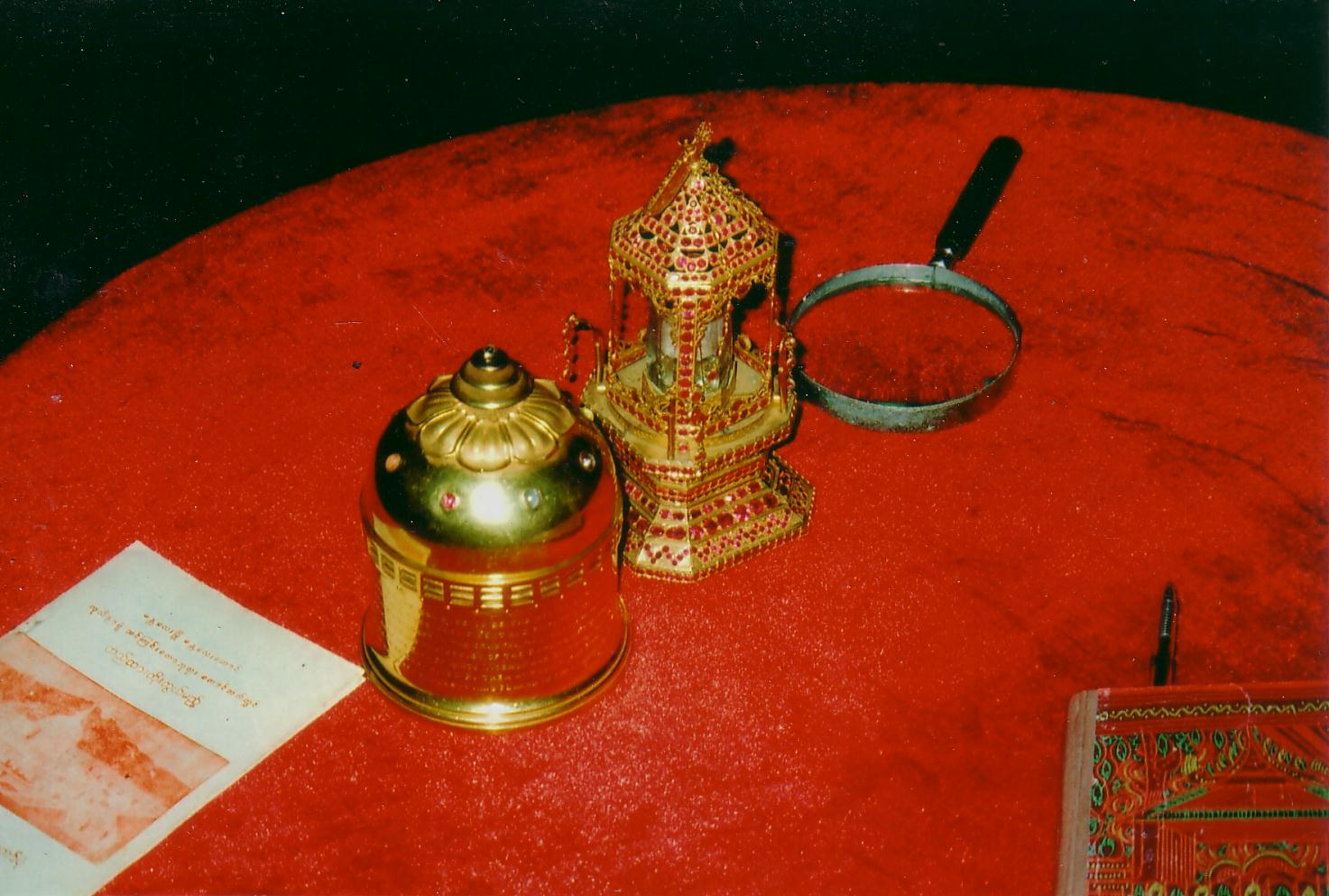
Buddha három csontdarabját őrző ereklyetartó

A buddhista építészet egyik legismertebb eleme, a sztúpa eredete az ereklyék kultuszában keresendő. A sztúpát a Buddha halotti máglyája előtt lévő földhalom alakjáról mintázták, amelynek a tetejére oltárt állítottak, közepébe pedig fát vagy fából készült póznát helyeztek.
A sztúpák építése a buddhizmusban a történeti Buddha által kinyilatkoztatott szent könyvekben tett utasításai alapján vált gyakorlattá. Buddha halála után, hamvai birtoklásáért vette kezdetét az ún. „ereklyék háborúja”, amely a hagyományos buddhista ikonográfia egyik témája. A királyok, hősök és más fontos személyiségek ereklyéinek elhelyezésére is emeltek hasonló építményeket, amelyek formája attól függött, hogy az adott személy milyen fokú megvilágosodást ért el.
Idővel nemcsak szentek ereklyéi köré, hanem más kultikus tárgyak elhelyezésére, vagy valamilyen esemény tiszteletére is építettek sztúpát. Ezzel párhuzamosan kialakult a sztúpa rituális körüljárásának (pradaksina) kultusza, amely alkalmával illat-, virág-, fény- és egyéb felajánlásokat helyeztek el az építményeken.
A buddhista ereklyetartók közül említésre méltó a Sákjamuni Buddha bal szemfoga számára készített, 25–30 cm magas hordozható arany ereklyetartó, amelyet Srí Lankán, Kandy városában, a Szent Fog Templomában őriznek, és a szent fog ünnepén (július és augusztus fordulóján teliholdkor) körbehordozzák. 
Buddha fogait őrzik még Kínában a Ling Guang templomban, Tajvanon a Fo Guang Shan monostorban, Dél-Koreában a Tongdosa templomban, Yangsan közelében és Japánban a Sari-Den szentélyben, az Engakudzsi templomban, Kamakurában.

### Ereklyetartók az iszlámban

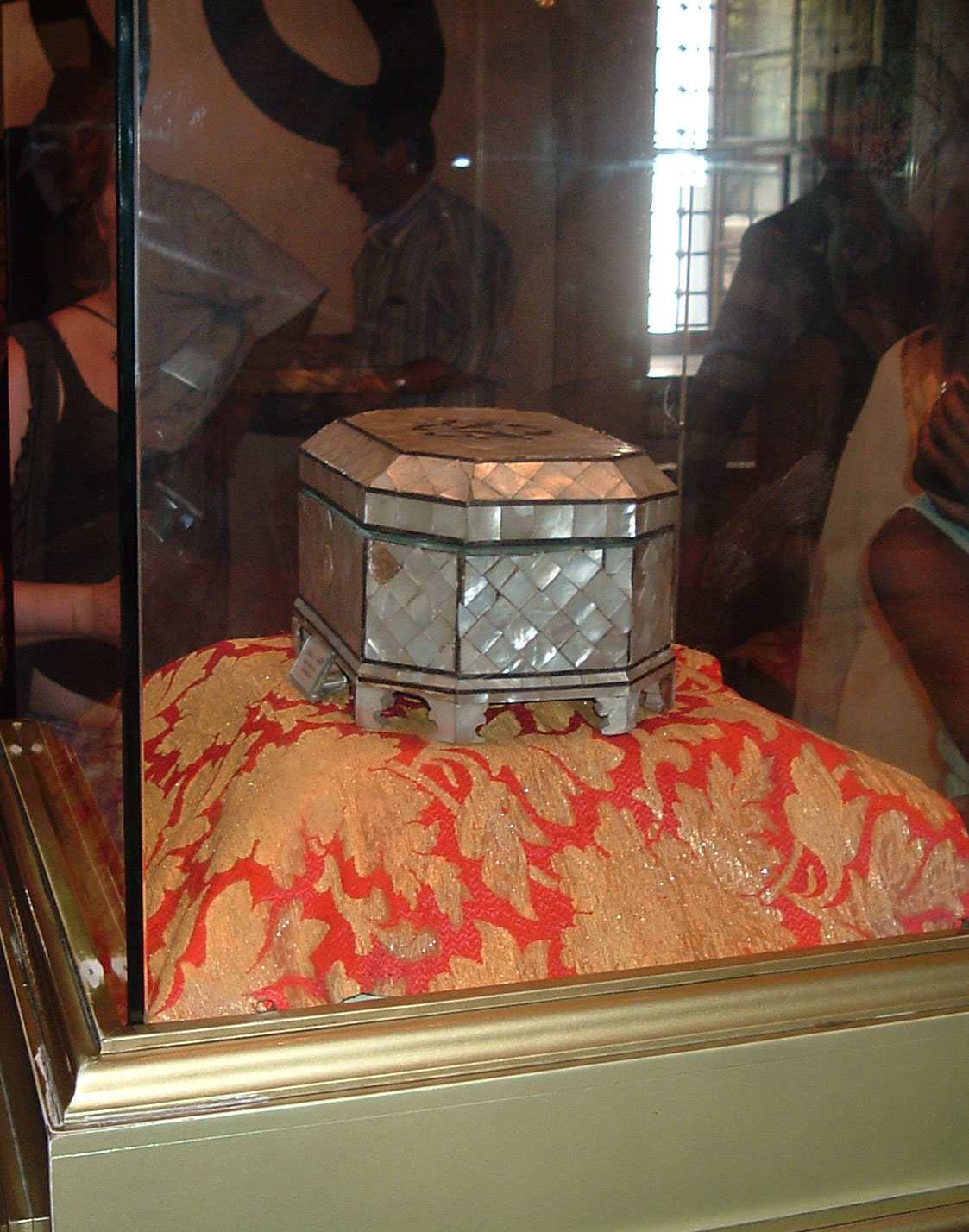
Mohamed-ereklyetartója Konyában

A bizánci kereszténység hatására az iszlám világban is elterjed az ereklyetartók használata.
A legnagyobb, több mint 600 darabos gyűjtemény a Topkapi palotában, Isztambulban, található, ahol többek között Mohamed próféta szakállából és hajából őriznek szálakat, valamint megtalálható Mohamed kardja, lábnyoma, palástja, de a legfontosabb ereklyék csak a Ramadán hónap alatt vannak kiállítva.
Mohamed szakállából az iszlám világban még számos helyen őriznek darabokat, például Törökországban, a Mevlana mauzóleumban, Konyában, vagy Indiában a Hazratbal mecsetben.

### Afrikai ereklyetartók

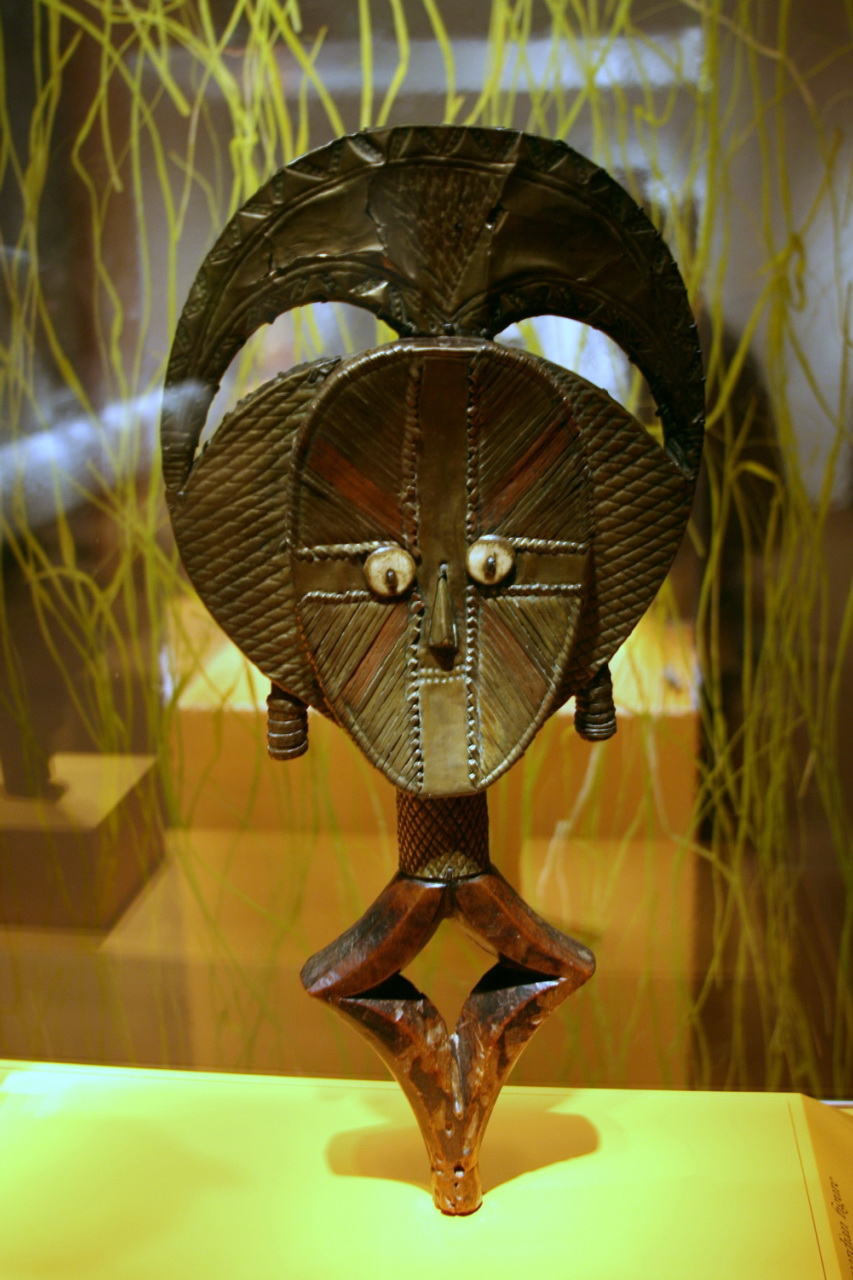
Afrikai kota ereklyetartó

Afrikában a hagyományos vallási gondolkozás szorosan kapcsolódik az ősök kultuszához. Az ereklyetartóknak mágikus hatalmat tulajdonítanak, válság idején a törzsvezetők összegyűjtött ereklyetartók fölött tartották a szertartásokat.
Az afrikai ereklyetartók az emberi test stilizált, absztrakt ábrázolásai, a csontokat tartalmazó doboz, vagy kosár tetejére helyezték őket. Néhány törzs – például a bakoták Gabonban – híresek ereklyetartóikról. Többféle anyagot használnak a készítésnél, pl. fát, sárgarezet, csontot, vasat.

## Világi ereklyetartók
A francia forradalom előtt, az ancien régime alatt, Franciaországban szokás volt megőrizni a királyok szívét, de általában egy másik templomban, mint ahol a holttestét helyezték el. A romantika alatt virágkorukat élték a napóleoni ereklyetartók, amelyek a császárságnak állítanak emléket.
A gótikus ereklyetartók közé tartozik egy, a Bertrand múzeumban, Châteauroux-ban található ereklyetartó, amelyben többek között Héloïse és Abélard csontjait (Héloïse fogát, ujjpercét, Abélard hallócsontját), IV. Henrik szakállának egy darabját, Voltaire egy fogát és számos más történelmi személyiség maradványait őrzik. Ugyanebben az időszakban különböző ereklyetartókban helyezték el a szeretett és korán eltávozott személyek után maradt emlékeket, például hajfonatokat.
Olaszországban, a Padovai Egyetemen őrzik Galilei hátgerincének darabját, Oroszországban Lenin bebalzsamozott testét a moszkvai Vörös téren levő mauzóleumban helyezték el.

## Fordítás
- Ez a szócikk részben vagy egészben  a   Reliquaire című francia Wikipédia-szócikk fordításán alapul.  Az eredeti cikk szerkesztőit annak laptörténete sorolja fel. Ez a jelzés csupán a megfogalmazás eredetét és a szerzői jogokat jelzi, nem szolgál a cikkben szereplő információk forrásmegjelöléseként.
- Ez a szócikk részben vagy egészben  a   Reliquiario című olasz Wikipédia-szócikk fordításán alapul.  Az eredeti cikk szerkesztőit annak laptörténete sorolja fel. Ez a jelzés csupán a megfogalmazás eredetét és a szerzői jogokat jelzi, nem szolgál a cikkben szereplő információk forrásmegjelöléseként.
- Ez a szócikk részben vagy egészben  a   Relique című francia Wikipédia-szócikk fordításán alapul.  Az eredeti cikk szerkesztőit annak laptörténete sorolja fel. Ez a jelzés csupán a megfogalmazás eredetét és a szerzői jogokat jelzi, nem szolgál a cikkben szereplő információk forrásmegjelöléseként.